# كوندور للطيران
كوندور للطيران شركة طيران ألمانية، يقع مركز عملياتها الرئيسي في مطار فرانكفورت الدولي.

## الأسطول
يتكون أسطول كوندور للطيران من 42 طائرة.